# SM UC-36
SM UC-36 – niemiecki podwodny stawiacz min z okresu I wojny światowej, jedna z 64 zbudowanych jednostek typu UC II. Zwodowany 25 czerwca 1916 roku w stoczni Blohm & Voss w Hamburgu, został przyjęty do służby w Kaiserliche Marine 3 listopada 1916 roku. Włączony w skład Flotylli Flandria, w czasie służby operacyjnej okręt odbył pięć misji bojowych, w wyniku których zatonęły 24 statki o łącznej pojemności 37 367 BRT. SM UC-36 został zatopiony wraz z całą załogą 21 maja 1917 roku nieopodal Ouessant, staranowany przez francuski parowiec „Molière”.

## Projekt i budowa
Sukcesy pierwszych niemieckich podwodnych stawiaczy min typu UC I, a także niedostatki tej konstrukcji skłoniły dowództwo Cesarskiej Marynarki Wojennej z admirałem von Tirpitzem na czele do działań mających na celu budowę nowego, znacznie większego i doskonalszego typu okrętów podwodnych. Opracowany latem 1915 roku projekt okrętu, oznaczonego później jako typ UC II, tworzony był równolegle z projektem przybrzeżnego torpedowego okrętu podwodnego typu UB II. Głównymi zmianami w stosunku do poprzedniej serii były: instalacja wyrzutni torpedowych i działa pokładowego, zwiększenie mocy i niezawodności siłowni oraz wzrost prędkości i zasięgu jednostki, kosztem rezygnacji z możliwości łatwego transportu kolejowego (ze względu na powiększone rozmiary).
SM UC-36 zamówiony został 20 listopada 1915 roku jako trzecia jednostka z II serii okrętów typu UC II (numer projektu 41, nadany przez Inspektorat U-Bootów), w ramach wojennego programu rozbudowy floty . Został zbudowany w stoczni Blohm & Voss w Hamburgu jako jeden z 24 okrętów typu UC II zamówionych w tej wytwórni. UC-36 otrzymał numer stoczniowy 277 (Werk 277)  . Stępkę okrętu położono w 1915 roku , został zwodowany 25 czerwca 1916 roku. Koszt budowy okrętu wyniósł 1 mln 983 tys. marek.

## Dane taktyczno-techniczne
SM UC-36 był średniej wielkości przybrzeżnym okrętem podwodnym o konstrukcji dwukadłubowej. Długość całkowita wynosiła 50,4 metra, szerokość 5,22 metra i zanurzenie 3,65 metra (wykonany ze stali kadłub sztywny miał 39,3 metra długości i 3,65 metra szerokości) . Wysokość (od stępki do szczytu kiosku) wynosiła 7,46 metra . Wyporność w położeniu nawodnym wynosiła 427 ton, a w zanurzeniu 509 ton. Jednostka miała wysoki, ostry dziób przystosowany do przecinania sieci przeciwpodwodnych; do jej wnętrza prowadziły trzy luki, zlokalizowane przed kioskiem, w kiosku i w części rufowej, prowadzący do maszynowni . Cylindryczny kiosk miał średnicę 1,4 metra i wysokość 1,8 metra, obudowany był opływową osłoną . Okręt napędzany był na powierzchni przez dwa 6-cylindrowe, czterosuwowe silniki Diesla MAN S6V23/34 o łącznej mocy 500 KM, a pod wodą poruszał się dzięki dwóm silnikom elektrycznym BBC o łącznej mocy 460 KM. Dwa wały napędowe obracały dwie śruby wykonane z brązu manganowego (o średnicy 1,9 metra i skoku 0,9 metra) . Okręt osiągał prędkość 11,9 węzła na powierzchni i 6,8 węzła w zanurzeniu. Zasięg wynosił 10 100 Mm przy prędkości 7 węzłów w położeniu nawodnym oraz 54 Mm przy prędkości 4 węzłów pod wodą. Zbiorniki mieściły 63 tony paliwa, a energia elektryczna magazynowana była w dwóch bateriach akumulatorów 26 MAS po 62 ogniwa, zlokalizowanych pod przednim i tylnym pomieszczeniem mieszkalnym załogi. Okręt miał siedem zewnętrznych zbiorników balastowych . Dopuszczalna głębokość zanurzenia wynosiła 50 metrów , a czas zanurzenia 40 s.
Głównym uzbrojeniem okrętu było 18 min kotwicznych typu UC/200 w sześciu skośnych szybach minowych o średnicy 100 cm, usytuowanych w podwyższonej części dziobowej jeden za drugim w osi symetrii okrętu, pod kątem do tyłu (sposób stawiania – „pod siebie”). Układ ten powodował, że miny trzeba było stawiać na zaplanowanej przed rejsem głębokości, gdyż na morzu nie było do nich dostępu (co znacznie zmniejszało skuteczność okrętów). Uzbrojenie uzupełniały dwie zewnętrzne wyrzutnie torped kalibru 500 mm (umiejscowione powyżej linii wodnej na dziobie, po obu stronach szybów minowych), jedna wewnętrzna wyrzutnia torped kal. 500 mm na rufie (z łącznym zapasem 7 torped) oraz umieszczone przed kioskiem działo pokładowe kal. 88 mm L/30, z zapasem amunicji wynoszącym 130 naboi . Okręt wyposażony był w dwa peryskopy Zeissa: wachtowy i bojowy oraz radiostację z podnoszonym masztem o wysokości 10 metrów. Wyposażenie uzupełniała kotwica grzybkowa o masie 272 kg .
Załoga okrętu składała się z 3 oficerów oraz 23 podoficerów i marynarzy.

## Służba
3 listopada 1916 roku dowództwo UC-36 objął por. mar. (niem. Oberleutnant zur See) Gustav Buch, wcześniej dowodzący UB-10 i UC-4 . Tego dnia okręt został przyjęty do służby w Cesarskiej Marynarce Wojennej. Po okresie szkolenia okręt został 3 lutego 1917 roku przydzielony do Flotylli Flandria . Z dniem 1 lutego, rozkazem szefa sztabu admiralicji niemieckiej z 12 stycznia tego roku, U-Booty należące do czterech flotylli Hochseeflotte, Flotylli Flandria i Flotylli Pola rozpoczęły nieograniczoną wojnę podwodną. Pierwszą misję bojową U-Boot przeprowadził w dniach 10 – 15 lutego przy wschodnim wybrzeżu Anglii. Podczas niej, 12 lutego okręt zatrzymał i zatopił nowy norweski szkuner z pomocniczym napędem spalinowym „West” (378 BRT), płynący z ładunkiem węgla z Kingston upon Hull do Le Tréport .
Kolejny rajd UC-36 przeprowadził między 15 a 28 marca, stawiając w kanale La Manche 2 zagrody minowe . 17 marca na pozycji 48°50′N 5°08′W/48,833333 -5,133333 na minę wszedł zbudowany w 1889 roku duński parowiec „Russia” (1617 BRT), płynący z Newcastle upon Tyne do Montevideo z ładunkiem węgla (w katastrofie zginęło czterech załogantów) . Dwa dni później jego los podzieliły dwa kolejne norweskie parowce: pochodzący z 1909 roku „Kong Inge” (867 BRT), płynący z ładunkiem drobnicy z Glasgow do Marsylii, który zatonął na pozycji 47°58′N 4°36′W/47,966667 -4,600000  i zbudowany w 1905 roku „Brode” (2363 BRT), transportujący węgiel na trasie Cardiff – Gibraltar, który zatonął nieopodal Ouessant tracąc jednego marynarza . 22 marca w tym samym miejscu zatonął na minie bez strat w ludziach zbudowany w 1901 roku norweski parowiec „Hugin” o pojemności 1395 BRT, płynący z ładunkiem węgla z Sunderlandu do Santander . 24 marca U-Boot storpedował francuski uzbrojony trawler „L’Amerique” (489 BRT), który zatonął wraz z całą, liczącą 26 osób załogą . 25 marca załoga UC-36 zanotowała potrójny sukces: najpierw na pozycji 47°34′N 3°40′W/47,566667 -3,666667 został storpedowany bez ostrzeżenia zbudowany w 1904 roku uzbrojony brytyjski parowiec „Baynaen” o pojemności 3227 BRT, przewożący cukier na trasie Tegal – Nantes (śmierć poniosło pięciu marynarzy)  ; następnie w pobliżu Groix zatrzymano i zatopiono francuską łódź rybacką „Etoile Polaire” (33 BRT) , a trzecią ofiarą została francuska brygantyna „Leontine” (201 BRT), ostrzelana i zatopiona w tym samym miejscu (w katastrofie zginęło sześciu członków załogi żaglowca) .
23 kwietnia U-Boot odniósł kolejny sukces, topiąc nieopodal Belle-Île zbudowany w 1888 roku włoski parowiec „Savio” (1922 BRT), transportujący węgiel z Firth of Clyde do Genui . Nazajutrz lista osiągnięć UC-36 powiększyła się o dwie pozycje, gdyż tego dnia na minie zatonął bez strat w ludziach zbudowany w 1895 roku uzbrojony brytyjski parowiec „Kenilworth” (2735 BRT), przewożący benzynę na trasie Cardiff – La Rochelle (na pozycji 48°17′N 4°48′W/48,283333 -4,800000)  , a także zatrzymano i zatopiono u ujścia Loary francuski szkuner „La Providence” (272 BRT), płynący z ładunkiem węgla ze Swansea do La Rochelle . 25 kwietnia okręt storpedował bez ostrzeżenia (w odległości 13 Mm od Belle-Île) zbudowany w 1890 roku uzbrojony brytyjski parowiec „Hirondelle” (1648 BRT), płynący w konwoju z ładunkiem drobnicy na trasie Londyn – Bordeaux  . Dwa dni później ofiarą U-Boota został w pobliżu Ouessant zbudowany w 1903 roku norweski parowiec „Verjø” o pojemności 1002 BRT, płynący z ładunkiem rudy żelaza z Newport do Nantes (na jego pokładzie śmierć poniosło 10 załogantów) . Ostatnim kwietniowym sukcesem UC-36 było zatopienie 28 tm., w odległości 90 Mm na zachód od Ouessant, zbudowanego w 1904 roku rosyjskiego parowca „Kondor” (3565 BRT), przewożącego z Cardiff do Gibraltaru węgiel i amunicję .
Na kolejną misję okręt wyruszył 16 maja pod wodzą świeżo awansowanego na stopień kpt. mar. (niem. Kapitänleutnant) Gustava Bucha . W dniach 17-18 maja okręt postawił w kanale La Manche dwie zagrody minowe. 18 maja zatonęły na nich trzy brytyjskie jednostki: zbudowany w 1903 roku uzbrojony parowiec „Camberwell” (4078 BRT), płynący z ładunkiem drobnicy z Londynu do Kalkuty (na pozycji 50°35′N 1°03′W/50,583333 -1,050000, a w katastrofie zginęło siedmiu członków załogi)  ; nowy parowiec „Elford” (1739 BRT), płynący z Chatham do Cherbourga (na pozycji 50°38′N 0°58′W/50,633333 -0,966667)  , a także uzbrojony trawler HMT „Lucknow” (171 BRT), który został zniszczony nieopodal Portsmouth, tracąc dziewięciu marynarzy . 20 maja w pobliżu Guernsey UC-36 zatrzymał i zatopił za pomocą ładunków wybuchowych dwa brytyjskie żaglowce: brygantynę „Dana” (182 BRT) oraz „Mientji” (120 BRT)   . Tego samego dnia ofiarą U-Boota stał się zbudowany w 1883 roku brazylijski parowiec „Tijuca” (2304 BRT), płynący z Rio de Janeiro do Hawru, który zatonął nieopodal Finistère bez strat w ludziach .
21 maja UC-36 w pobliżu Ouessant zaatakował, płynący w konwoju z Firth of Clyde do Nantes, zbudowany w 1888 roku francuski parowiec „Ferdinand A.” (2062 BRT), który trafiony torpedą zatonął na pozycji 48°40′N 5°10′W/48,666667 -5,166667 . Czterdzieści minut później, podczas powtórnego ataku na konwój, U-Boot został staranowany przez francuski parowiec „Molière” i zatonął natychmiast z całą, liczącą 27 osób załogą (na pozycji 48°42′N 5°14′W/48,700000 -5,233333)  .
Na postawionych przez UC-36 minach zatonęły jeszcze dwa statki: 30 maja 1917 roku 1,5 Mm od Nab Tower został zniszczony zbudowany w 1908 roku uzbrojony brytyjski parowiec „Corbet Woodall” (917 BRT), transportujący węgiel z South Shields do Poole  , a 14 czerwca w pobliżu Ouessant ten sam los spotkał nowy grecki parowiec „Nirefs” o pojemności 4080 BRT, płynący z Nowego Orleanu do Hawru .

### Podsumowanie działalności bojowej
SM UC-36 wykonał łącznie pięć misji bojowych, podczas których za pomocą min, torped i ładunków wybuchowych zatopił 24 statki o łącznej pojemności 37 367 BRT . Na pokładach zatopionych jednostek zginęło co najmniej 68 osób, w tym 26 na francuskim uzbrojonym trawlerze „L’Amerique”  . Pełne zestawienie strat przedstawia poniższa tabela :
| Data             | Nazwa            | Państwo            | Tonaż      | Los jednostki |
| ---------------- | ---------------- | ------------------ | ---------- | ------------- |
| 12 lutego 1917   | „West”           | Norwegia           | 378        | zatopiony     |
| 17 marca 1917    | „Russia”         | Dania              | 1617       | zatopiony     |
| 19 marca 1917    | „Kong Inge”      | Norwegia           | 867        | zatopiony     |
| 19 marca 1917    | „Brode”          | Norwegia           | 2363       | zatopiony     |
| 22 marca 1917    | „Hugin”          | Norwegia           | 1395       | zatopiony     |
| 24 marca 1917    | „L’Amerique”     | Marine nationale   | 489        | zatopiony     |
| 25 marca 1917    | „Baynaen”        | Wielka Brytania    | 3227       | zatopiony     |
| 25 marca 1917    | „Etoile Polaire” | Francja            | 33         | zatopiony     |
| 25 marca 1917    | „Leontine”       | Francja            | 201        | zatopiony     |
| 23 kwietnia 1917 | „Savio”          | Włochy             | 1922       | zatopiony     |
| 24 kwietnia 1917 | „Kenilworth”     | Wielka Brytania    | 2735       | zatopiony     |
| 24 kwietnia 1917 | „La Providence”  | Francja            | 272        | zatopiony     |
| 25 kwietnia 1917 | „Hirondelle”     | Wielka Brytania    | 1648       | zatopiony     |
| 27 kwietnia 1917 | „Verjø”          | Norwegia           | 1002       | zatopiony     |
| 28 kwietnia 1917 | „Kondor”         | Imperium Rosyjskie | 3565       | zatopiony     |
| 18 maja 1917     | „Camberwell”     | Wielka Brytania    | 4078       | zatopiony     |
| 18 maja 1917     | „Elford”         | Wielka Brytania    | 1739       | zatopiony     |
| 18 maja 1917     | HMT „Lucknow”    | Royal Navy         | 171        | zatopiony     |
| 20 maja 1917     | „Dana”           | Wielka Brytania    | 182        | zatopiony     |
| 20 maja 1917     | „Mientji”        | Wielka Brytania    | 120        | zatopiony     |
| 20 maja 1917     | „Tijuca”         | Brazylia           | 2304       | zatopiony     |
| 21 maja 1917     | „Ferdinand A.”   | Francja            | 2062       | zatopiony     |
| 30 maja 1917     | „Corbet Woodall” | Wielka Brytania    | 917        | zatopiony     |
| 14 czerwca 1917  | „Nirefs”         | Królestwo Grecji   | 4080       | zatopiony     |
| RAZEM            | RAZEM            | zatopione:         | zatopione: | 24            |